# 황금올드필드쥐
황금올드필드쥐(Thomasomys aureus)는 비단털쥐과에 속하는 설치류이다. 콜롬비아와 에콰도르, 페루, 베네수엘라에서 발견된다. 통용명과 속명은 런던 자연사 박물관에서 일했으며 남아메리카 설치류를 연구했던 영국 동물학자 토마스(Oldfield Thomas)를 기념하기 위해 명명되었다.

## 특징
황금올드필드쥐는 올드필드쥐속에 속하는 대형 종으로 꼬리를 제외한 몸길이가 160~180mm이다. 등 쪽 털은 굵고 거칠며 긴 털로 이루어져 있으며 희끗희끗한 회색과 함께 황금빛 갈색을 띠고, 척추를 따라서 좁고 진한 선이 나 있다. 배 쪽은 털 끝이 누르스름한 회색 털로 이루어져 있다. 뒷발 길이는 최대 40mm이고, 윗면에 발가락 밑면까지 이어지는 짙은 반점이 나 있고 가장자리가 오렌지색 또는 흰색을 띤다. 꼬리는 한가지 색을 띠고 짧은 털이 둥글게 덮여 있고 꼬리 끝에 "연필"같은 붓꼬리 형태의 털이 없다. 꼬리 길이는 몸길이의 125~140% 정도이다.

## 분포 및 서식지
안데스 산맥 구릉지대 숲에서 발견된다. 분포 지역은 베네수엘라 서부와 콜롬비아 동부 지역부터 에콰도르와 페루 대부분 지역을 거쳐 볼리비아 중서부 지역까지 이어진다. 일반적인 서식지는 해발 1,500~4,000m 고도의 울창한 숲 지역이다.

## 생태
부분적인 수상성 동물이다. 이끼와 우산이끼 사이에 수평 방향으로 가지 모양의 통로를 만드는 것이 발견되며, 땅 위의 풀과 이끼 덩어리 사이에서도 오래 사용해서 낡은 통로가 발견된다. 둥지는 땅 수 미터 위의 나무 속에서 발견된다. 먹이는 식물과 열매, 씨앗, 작은 무척추동물 등이다.

## 보전 상태
황금올드필드쥐는 분포 지역이 넓고, 분포 지역 대부분에서 상당히 흔하게 발견되지만 에콰도르에서는 덜 흔하다. 대부분의 분포 지역에 걸쳐 삼림 파괴가 있고 개체수가 감소 추세에 있지만 전체 개체수가 많고 개체수가 천천히 감소하는 것으로 추정되기 때문에 국제 자연 보전 연맹(IUCN)이 보전 등급을 "관심대상종"으로 분류하고 있다.